# Jéssica Esteves
Jéssica Camargo Esteves Rodrigues (São Paulo, 16 de setembro de 1991), é uma apresentadora, modelo, atriz de televisão brasileira. É conhecida por ser ex-apresentadora do Bom Dia & Cia..

## Biografia
Jéssica nasceu em Guarulhos, São Paulo no dia 16 de setembro de 1991, filha de Rose Esteves, uma dona-de-casa, e Eduardo Esteves, um representante comercial. Iniciou a carreira aos três anos de idade, fazendo comerciais, participando de desfiles, campanhas fotográficas e atuando em pequenos papéis na televisão, como Sandy & Junior e Pequenos Brilhantes. Depois disto, ela entrou para o grupo Turma Dó-Ré-Mi, sua primeira experiência na música.

### 2003-2005:Bom Dia & CiaeSessão Premiada
Em 2003, ela se apresentou no Teleton, junto com grupo musical Turma Dó Ré Mi, Jéssica, Kauê, Joana, e Rafael, o diretor musical do SBT Oscar Macrini, entrou em contato com o empresário Waldir Malvazzo, e de lá veio a oportunidade de apresentar o Bom Dia & Cia junto com Kauê Santin, substituindo Jackeline Petkovic, a convite do próprio Silvio Santos. Ela começou a comandar a atração no dia 3 de novembro de 2003, sendo bem recebida pelo público, inclusive, ganhando um Troféu Imprensa neste ano.
Durante o período em que Jéssica apresentou o programa infantil, a atração conseguiu superar a audiência de programas como Xuxa no Mundo da Imaginação e Mais Você, conseguindo 8,6 pontos no Ibope.  O seu sucesso, gerou uma linha de produtos licenciados, compostos por uma boneca, que vendeu 50 mil unidades nos primeiros meses, uma grife de roupas, uma cozinha de brinquedos, entre outros. 
No dia 29 de julho de 2005, ela deixou de comandar o Bom Dia & Cia., devido à sua idade. Posteriormente, ela substituiu o apresentador Celso Portiolli na apresentação da Sessão Premiada. Depois disto, Jéssica iria apresentar um programa adolescente no formato game show; no entanto, o projeto acabou não vingando por falta de verba, e ela recebeu convite para atuar em uma telenovela da emissora, o que recusou. Mais tarde, ela cursou a faculdade de jornalismo.

### 2014: Retorno
Em 6 de agosto de 2014, Esteves deu uma entrevista à revista Caras, aonde informou que tem vontade de retornar à televisão. No dia 8 de agosto de 2014, Jéssica fez uma participação no programa Tá na Tela apresentado por Luiz Bacci, na Rede Bandeirantes. No programa, fez-se um mistério para saber de quem se tratava, sendo identificada apenas como a "Queridinha de Silvio Santos". A apresentadora falou do drama que está passando, a morte da mãe, além de relembrar seus momentos na TV e da vontade que tem de voltar.

## Produtos e autenticações
Com a repercussão de sua aparição na televisão, Jéssica emprestou o nome e os traços para a produção de uma boneca, lançada pela Acalanto, que vendeu 50 mil unidades em sete meses. Na época, como a boneca foi um grande sucesso em vendas, ela fez sessões de autógrafos nas lojas Ri Happy Brinquedos em São Paulo. E devido a esta repercussão, ela acabou licenciando uma Penteadeira e uma Cozinha, ambos de brinquedo, pela Baby Brink. Com a Rosita, ela lançou um conjunto de cozinha, também de brinquedo. Jéssica também lançou uma grife de roupas com 30 peças e estampou embalagens de chocolates. Ela usou seu nome em uma linha de bolsas da Casa Hope, lançada pela Baby Brink, como parte de um projeto social. Junto com seu parceiro de programa, Kauê Santin, ela foi garota propaganda da linha de biscoitos Animados Zoo da Richester.

## Trabalhos

### Apresentadora
| Ano       | Nome            |
| --------- | --------------- |
| 2003/2004 | Bom Dia & Cia   |
| 2005/2006 | Sessão Premiada |

### Atriz
| Ano  | Nome                      |
| ---- | ------------------------- |
| 2001 | Pequenos Brilhantes       |
| 2001 | Fantasia                  |
| 2001 | Programa Livre            |
| 2001 | Vinheta de Natal do SBT   |
| 2002 | Fantástico                |
| 2002 | Sandy & Junior            |
| 2002 | Eliana & Alegria          |
| 2002 | Programa Sérgio Mallandro |